# Ганс Шінц
Ганс Шінц (нім. Hans Schinz, 6 грудня 1858 — 30 жовтня 1941) — швейцарський ботанік.

## Біографія
Ганс Шінц народився в Цюриху 6 грудня 1858 року.
Вивчав природничі науки в Швейцарській вищій технічній школі Цюриху. 1883 року здобув науковий ступінь у Цюрихському університеті. У 1883—1884 роках проводив дослідження в Берліні з Паулем Фрідріхом Августом Ашерсон, а в 1884–1886 роках брав участь в експедиції Франца Адольфа Едуарда Людерица в Західну Африку. Шінц зробив значний внесок у ботаніку, описавши безліч видів рослин.
Помер у Цюриху 30 жовтня 1941 року.
Ханс Шінц спеціалізувався на папоротеподібних і на насіннєвих рослинах.

## Публікації
- Beiträge zur Kenntnis der Flora von Deutsch-Südwest-Afrika und der angrenzenden Gebiete. Berlin / Zürich 1888—1897.
- Ein neuer Bauernstaat im Südwesten Afrika's. In: Mitteilungen der Ostschweizerischen Geographisch-Commerciellen Gesellschaft in St. Gallen. 1886 S. 26-31.